# Nizina Bengalska
Nizina Bengalska – nizina we wschodnich Indiach i Bangladeszu obejmująca obszar delty Gangesu i Brahmaputry, część Niziny Hindustańskiej. Rozciąga się na długości ok. 370 km i szerokości ok. 500 km. Wysokości nie przekraczają 200 m n.p.m. Nizina jest jednym z najgęściej zaludnionych regionów na świecie. Gospodarka opiera się przede wszystkim na rolnictwie. Występują częste powodzie spowodowane ulewnymi deszczami oraz wtargnięciami wód Zatoki Bengalskiej na ląd wskutek częstych cyklonów. Pora deszczowa trwa od czerwca do października. Na wybrzeżu (Sundarbany) znajdują się bagna oraz dżungla i namorzyny.